# 张百庵
张百庵（1908年—1993年），男，山西永济人，中华人民共和国政治人物，曾任青海师范学院副院长，青海省政协副主席。